# Sharon Olds

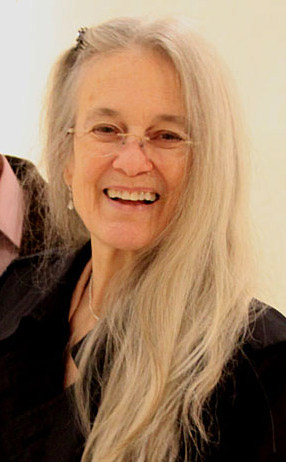
Sharon Olds (2015)

Sharon Olds (* 19. November 1942 in San Francisco) ist eine US-amerikanische Dichterin, die als Vertreterin der Confessional Poetry gilt.

## Leben und Werk
Olds wurde 1942 in San Francisco als Tochter calvinistischer Eltern geboren und wuchs in Berkeley auf. Ihr Vater war ein gewalttätiger Alkoholiker, dem sich die Mutter weitgehend fügte. Schon früh begann sie, den calvinistischen Glauben ihrer Eltern abzulehnen. Sie studierte zunächst an der Stanford University und promovierte anschließend 1972 an der Columbia University. Acht Jahre später veröffentlichte sie 37-jährig mit Satan Says ihr erstes Gedichtband. Sie ist Erich Maria Remarque Professor of Creative Writing an der New York University, wo sie sich unter anderem für Kurse für Patienten des Coler Specialty Hospital und Kriegsveteranen einsetzt. Von 1998 bis 2000 war sie Poet Laureate of New York, von 2006 bis 2012 Chancellor der Academy of American Poets. Olds bezeichnet sich als Atheistin. Sie lebt in New York City.
Olds ist bekannt für die Persönlichkeit und Emotionalität ihrer Gedichte; häufig wird sie der sogenannten Confessional Poetry zugerechnet. Ein wesentlicher Antrieb für diesen lyrischen Stil steckt in ihrer schwierigen Kindheit, die sie mithilfe ihrer Gedichte zu verarbeiten gedachte; dabei spielen sowohl ihre Eltern an sich als auch die ihr vermittelten Werte eine Rolle. In späteren Gedichten thematisiert sie auch Episoden ihres von ihren Eltern unabhängigen Erwachsenenlebens, beispielsweise das Scheitern ihrer Ehe und die anschließende Scheidung. Unter ihren Gedichten befinden sich „einige der sexuell am explizitesten Gedichte des 20. Jahrhunderts“. Wenngleich also viele ihrer Gedichte persönliche Themen besprechen, nennt Olds in ihren Gedichten nie Namen. Gleichzeitig deckt sie unterschiedlichste Themen ab und greift auch politische Ereignisse in ihrem Werk auf. 2004 veröffentlichte sie mit Strike Sparks eine Auswahl ihrer bis dahin verfassten Gedichte.

## Ehrungen
- 1980: San Francisco Poetry Center Award[4]
- 1981: Guggenheim-Stipendium[6]
- 1983: Lamont Poetry Selection – The Dead and the Living[4]
- 1984: National Book Critics Circle Award in der Kategorie „Lyrik“ für The Dead and the Living[4]
- 2004: Aufnahme in die American Academy of Arts and Sciences[7]
- 2012: T. S. Eliot Prize für Stag’s Leap[4]
- 2013: Pulitzer-Preis für Dichtung für Stag’s Leap[8]
- 2016: Wallace Stevens Award[4]
- 2022: Frost Medal[4]
- 2022: Ruth Lilly Poetry Prize[1]
- 2023: Joan Margarit International Poetry Prize[9]

## Veröffentlichungen
Gedichtbände
- Satan Says. University of Pittsburgh Press, Pittsburgh 1980. ISBN 0-8229-5314-5.
- The Dead and the Living. Alfred A. Knopf, New York 1984. ISBN 0-394-53048-9.
- The Gold Cell. Alfred A. Knopf, New York 1987. ISBN 0-394-74770-4.
- The Father. Alfred A. Knopf, New York 1992. ISBN 0-679-41127-5.
- The Wellspring. Alfred A. Knopf, New York 1995. ISBN 0-679-44592-7.
- Blood, Tin, Straw. Alfred A. Knopf, New York 1999. ISBN 978-0-375-40742-0.
- The Unswept Room. Alfred A. Knopf, New York 2002. ISBN 978-0-375-41489-3.
- One Secret Thing. Random House, New York 2008. ISBN 978-0-375-71177-0.
- Stag’s Leap. Alfred A. Knopf, New York 2012. ISBN 978-0-307-95990-4.
- Odes. Alfred A. Knopf, New York 2016. ISBN 978-0-451-49362-0.
- Arias. Alfred A. Knopf, New York 2019. ISBN 978-0-525-65693-7.
- Balladz. Alfred A. Knopf, New York 2022. ISBN 978-1-5247-1161-0.

Werkausgaben
- Strike Sparks: Selected Poems. Alfred A. Knopf, New York 2004. ISBN 978-0-375-71076-6.